# Fortuna

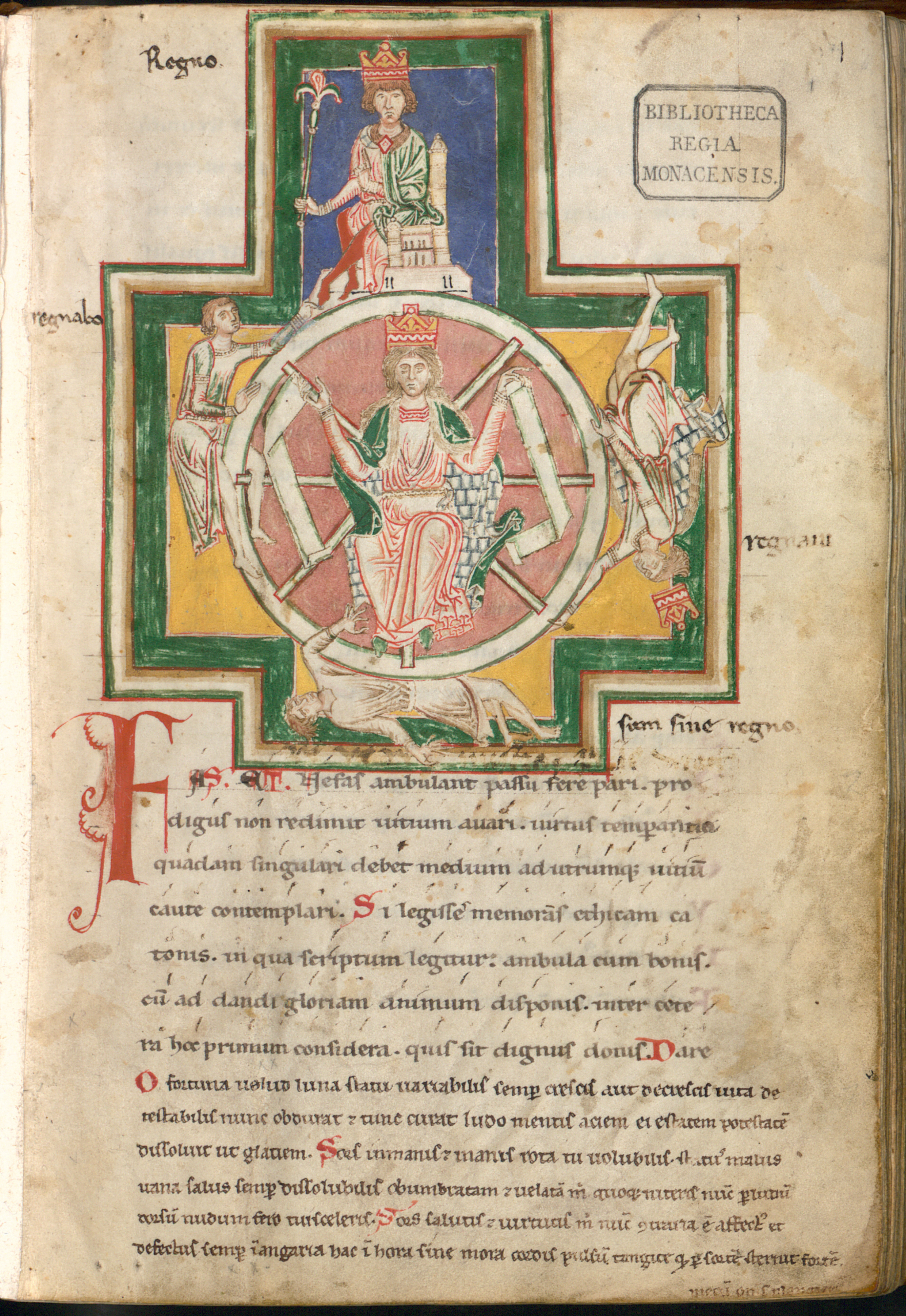
Fortuna guvernează cercul celor patru stagii ale vieţii, Roata Norocului, într-un manuscript după Carmina Burana

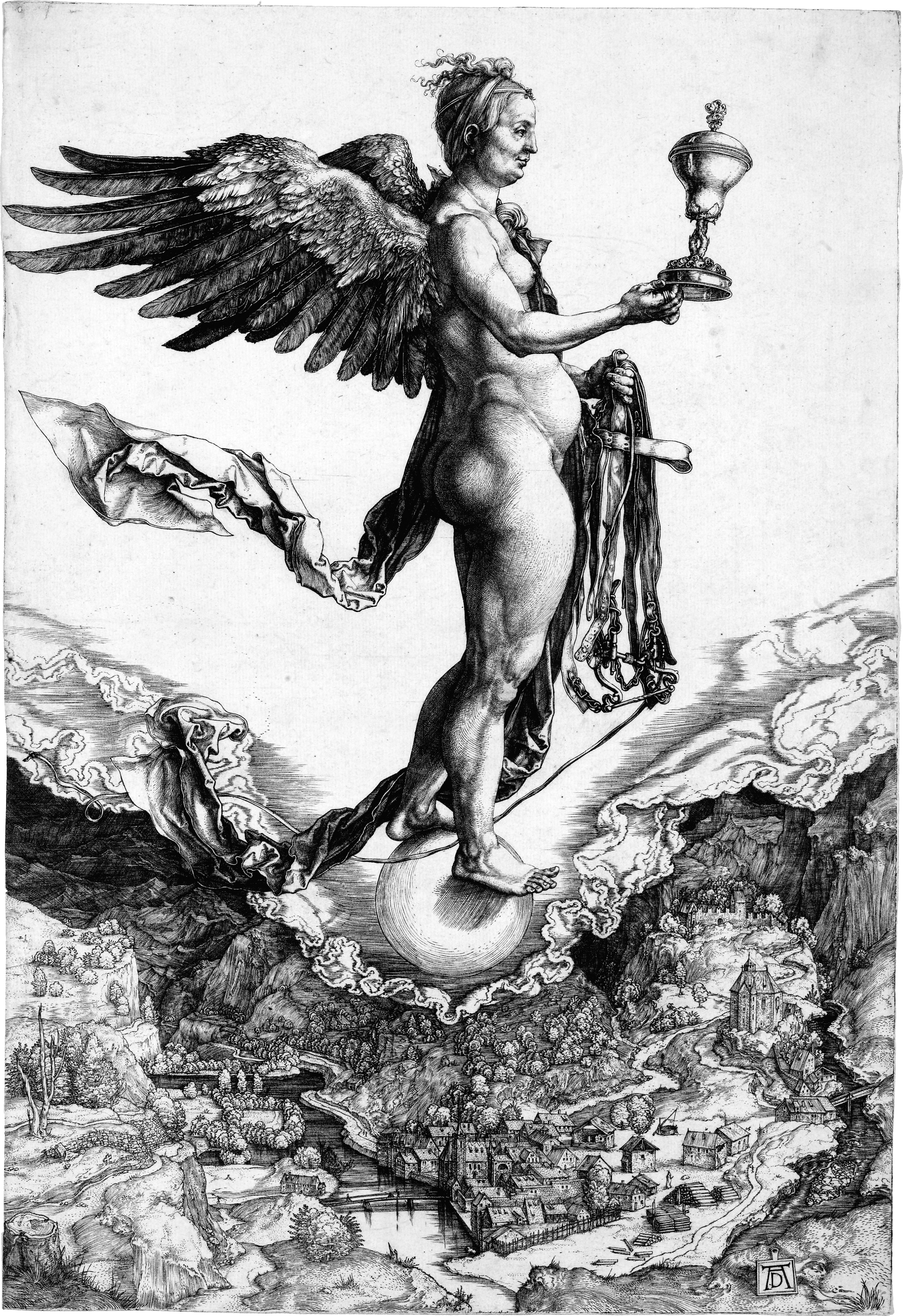
Gravura lui Albrecht Dürer Fortuna, ~1502

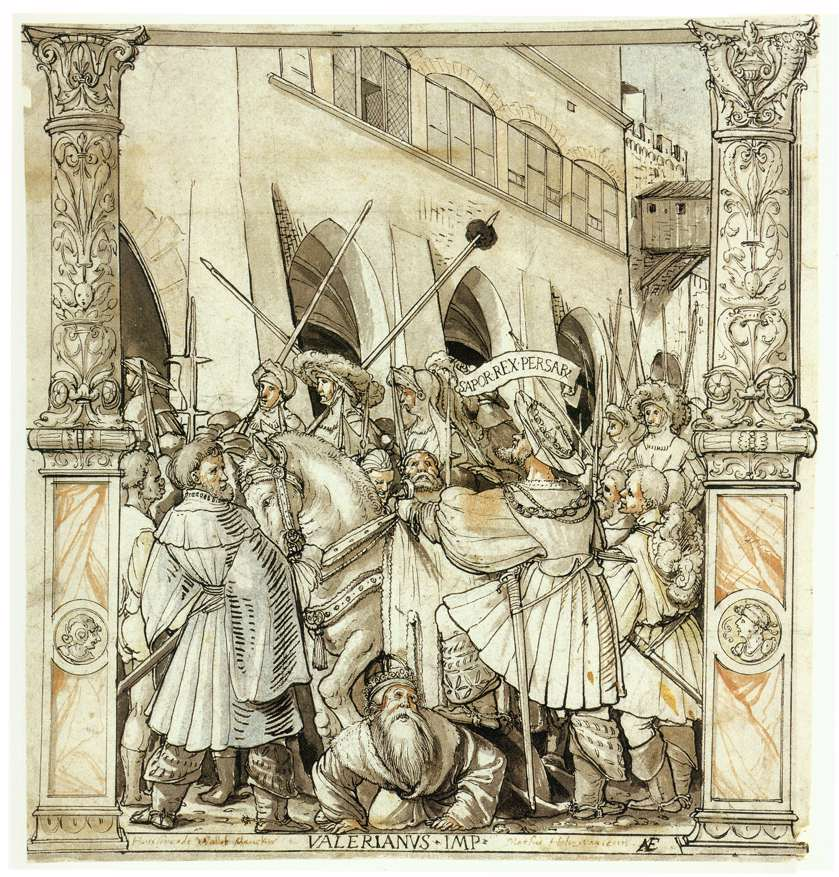
Traumatizanta umilire a împăratului Valerian de regele Shapur I al Persiei (260) a pătruns în cultura europeană ca o instanță a întoarcerilor lui Fortuna. În desenul în cerneală a lui Hans Holbein (1521), lecția universală este adusă acasă de către decorul său contemporan

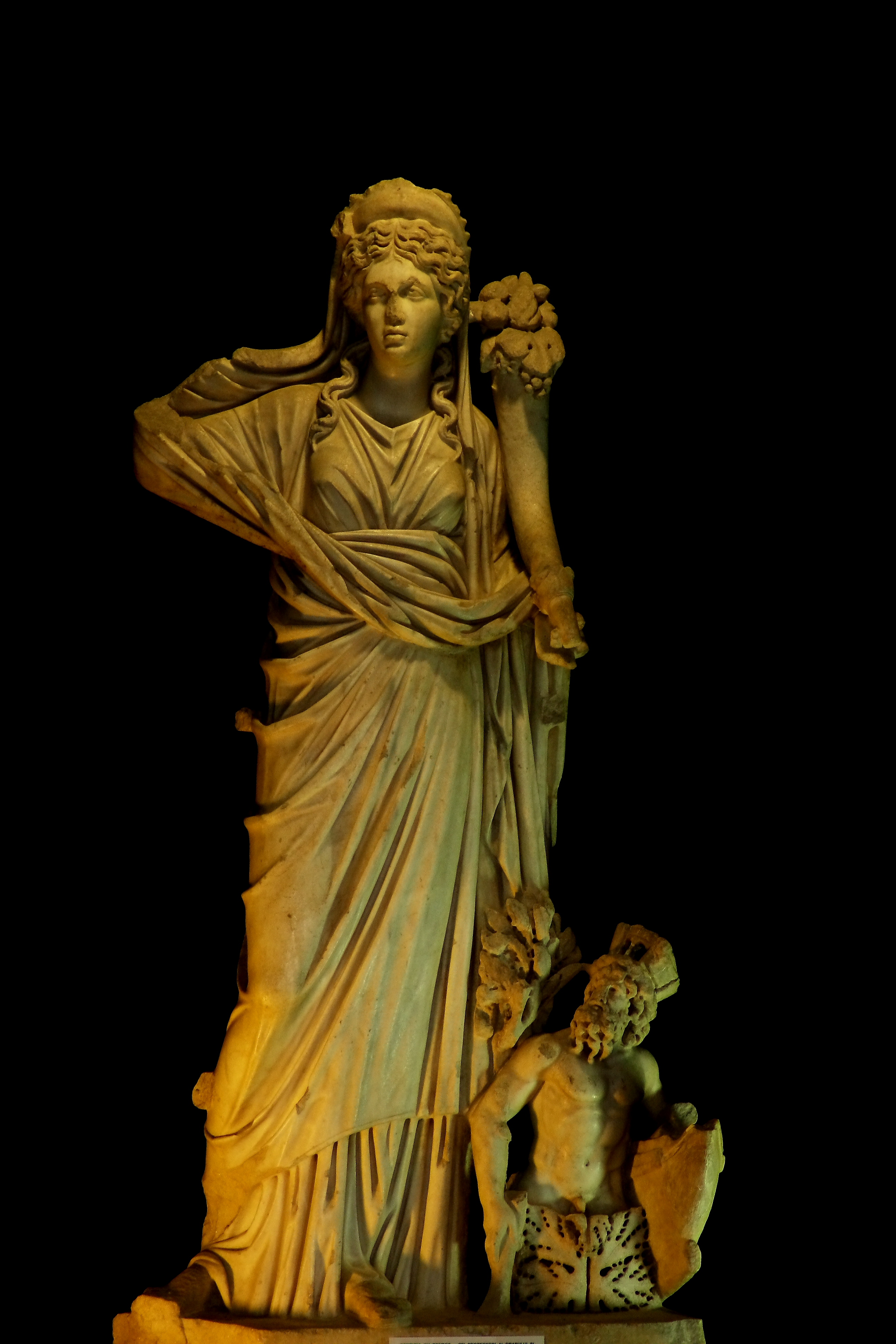
Fortuna din Tomis

În mitologia romană, Fortuna (greacă -- echivalent Tyche) era personificarea norocului, sperând la noroc. 

## Mitologie
Fortuna putea fi reprezentată de asemeni tristă și oarbă, după cum descrierile moderne ale Justiției, încep să reprezinte caracterul capricios al vieții.
Fortuna avea o suită care includea Copia printre binecuvântările sale. Sub numele Annonaria ea proteja proviziile de grâne. În calendarul roman, 11 iunie era zi sacră pentru Fortuna, cu un mare festival pentru Fors Fortuna pe 24. .
Fortuna era acceptată de către mame. Conform tradiției, cultul său a fost introdus Romei de către Servius Tullius. 
Fortuna avea un templu în Forum Boarium, un sanctuar public pe Quirinalis, precum geniul tutelar al Romei însăși, Fortuna Populi Romani, "norocul romanilor", și un oracol în Praeneste, unde norocul era ales de un copil mic care alegee între diferitele ramuri de stejar pe care, eventual, erau scrise diverse lucruri.
În întreaga lume romană, Fortuna era venerată în multe sanctuare, sub variate denumiri care îi erau aplicate conform diferitelor circumstanțe ale vieții în care se spera că influența sa va avea un efect pozitiv. Fortuna nu era întotdeauna pozitivă: era nesigură (Fortuna Dubia); putea fi "noroc schimbător" (Fortuna Brevis) sau chiar nenoroc (Fortuna Mala).
Numele său pare a deriva de la zeița italiană Vortumna, "cea care rotește anul".

## Evul Mediu
Fortuna nu a dispărut din imaginația populară odată cu triumful creștinității. În secolul VI, lucrarea Consolarea Filosofiei, scrisă de omul politic și filozoful Boethius în timp ce își aștepta executarea, a reflectat doctrina creștină despre casus, adică evenimentele aparent întâmplătoare și adesea dezastroase ale Roții Norocului, sunt de fapt inevitabile și providențiale, iar coincidențele sunt o parte din planul ascuns al lui Dumnezeu, căruia nimeni n-ar trebui să i se opună și să încerce să-l schimbe. Evenimente, decizii individuale, influența stelelor toate erau simple vehicule sau instrumente ale Voinței Divine. Însă, poate pentru că Scriptura nu a putut explica toate dintre întrebările vieții, Fortuna a revenit în accepțiunea populară. În generațiile care au succedat, Consolările au devenit lectură obligatorie pentru școlari și studenți.